# Pierre Seel
Pierre Seel (Haguenau, 16 agosto 1923 – Tolosa, 25 novembre 2005) è stato uno scrittore francese.
Fu l'unico omosessuale francese ad avere testimoniato a viso aperto la deportazione delle persone omosessuali ad opera del nazismo.

## Biografia
Nato e cresciuto in Alsazia in una famiglia molto cattolica, nel 1939, a 16 anni, venne derubato dell'orologio in un parco noto come luogo d'incontro omosessuale. Quando denunciò il fatto al commissariato, il suo nome fu schedato a sua insaputa nell'elenco degli omosessuali tenuto dal commissariato. Con l'invasione tedesca della Francia, Seel aderì alla Resistenza contro il nazismo.
Qualche mese dopo l'invasione tedesca, nel 1940, a 17 anni Seel fu convocato (assieme ad altri omosessuali) dalla Gestapo, che aveva messo le mani sugli schedari del commissariato. Venne arrestato, interrogato e torturato per due settimane. Il 13 maggio 1941, fu deportato dai tedeschi e internato nel campo di concentramento di Vorbruck-Schirmeck, a trenta chilometri da Strasburgo, dove subì violenze e torture a causa del suo orientamento sessuale.
Dopo parecchi mesi passati in vari campi di concentramento, Seel fu arruolato a forza nell'esercito tedesco (come alsaziano, parlava sia tedesco sia francese) e mandato a combattere sul fronte russo. Alla Liberazione, come la maggior parte dei deportati, non poté parlare dell'inferno che aveva vissuto. Seel tornò in Francia, si sposò e mise al mondo tre figli, ma a lungo tenne solo per sé il dramma della sua deportazione.

## La testimonianza

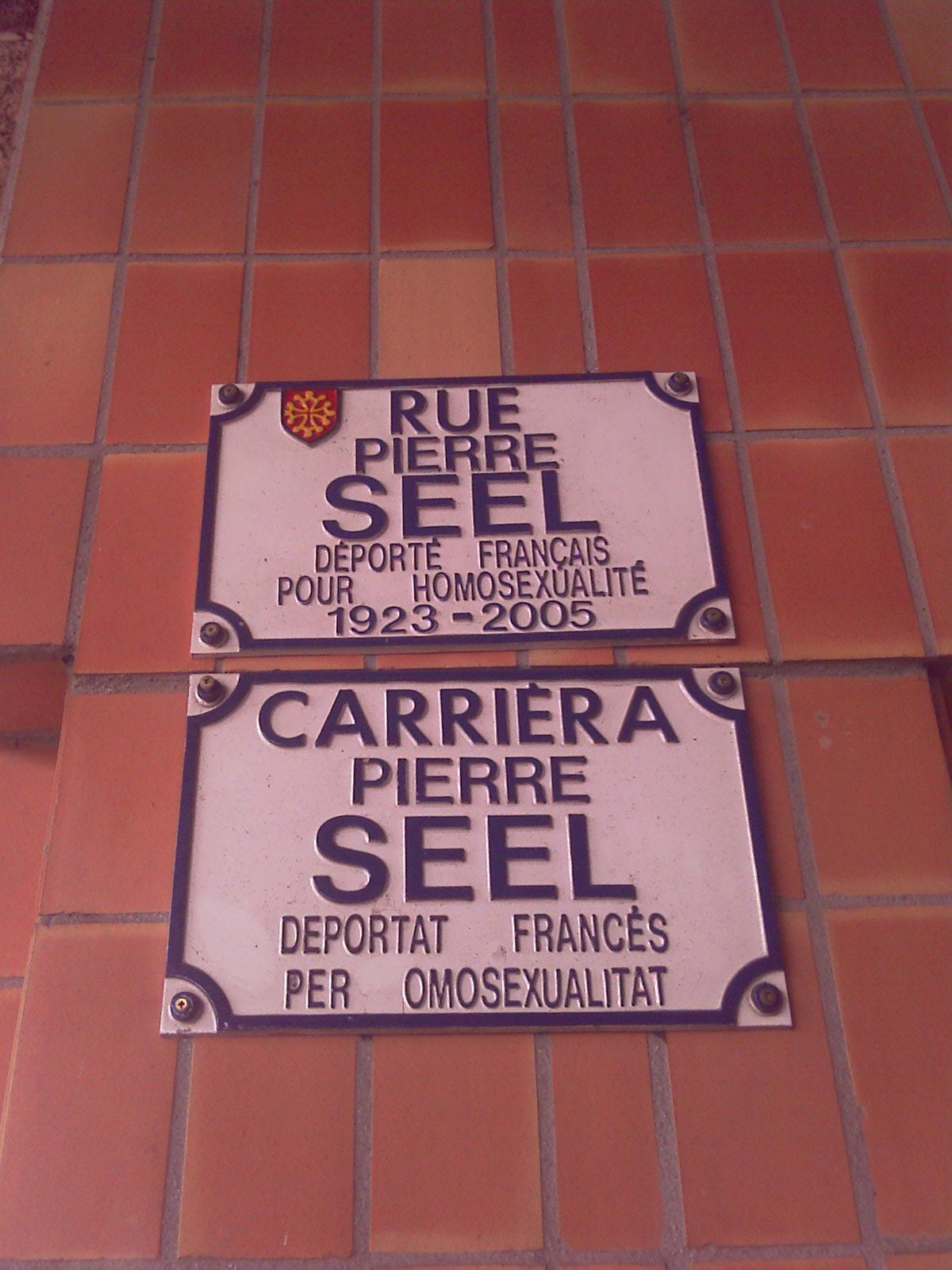
Un altro aspetto delle piastre nella via Pierre Seel, a Toulouse

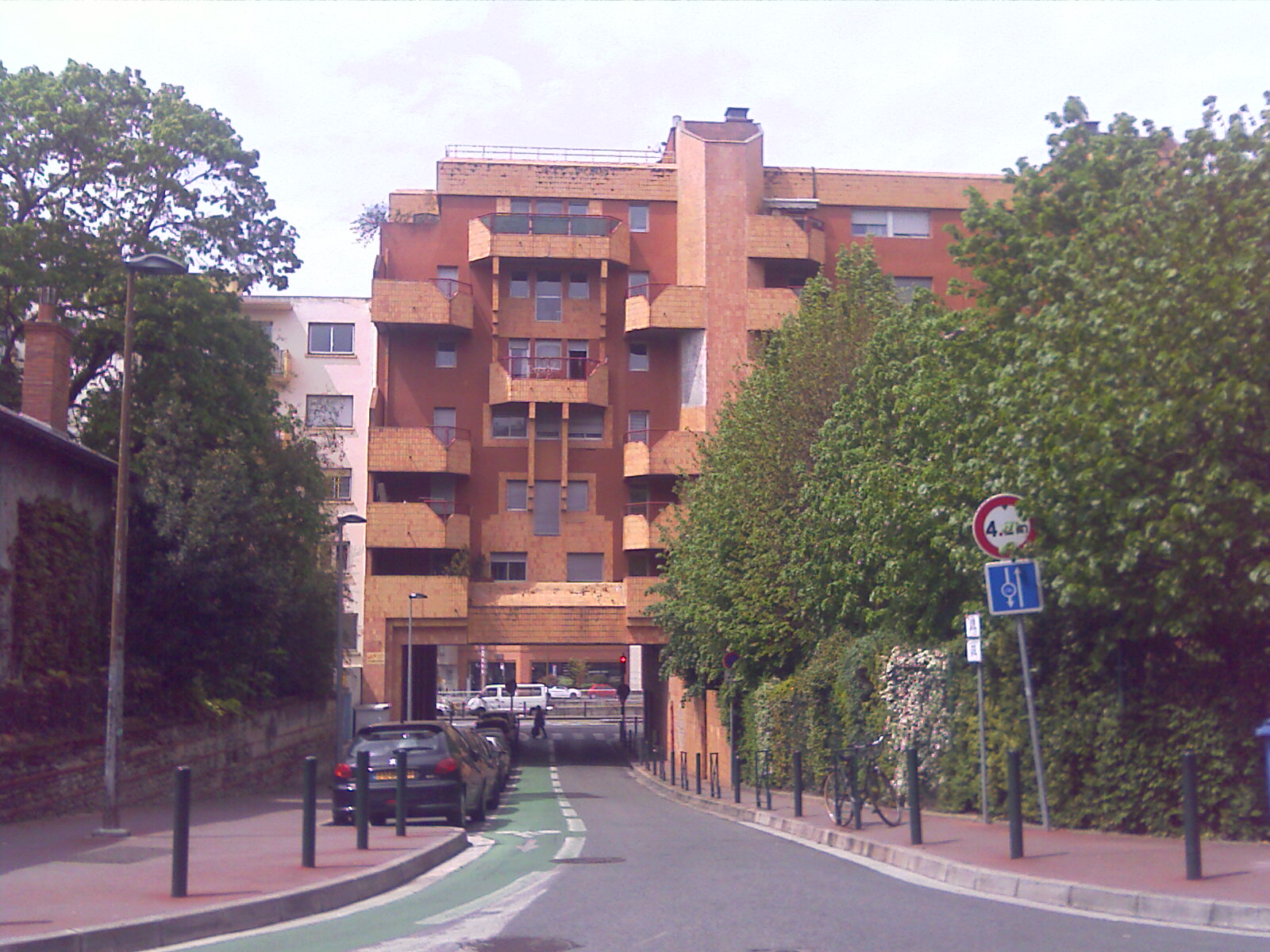
La via Pierre Seel, a Toulouse

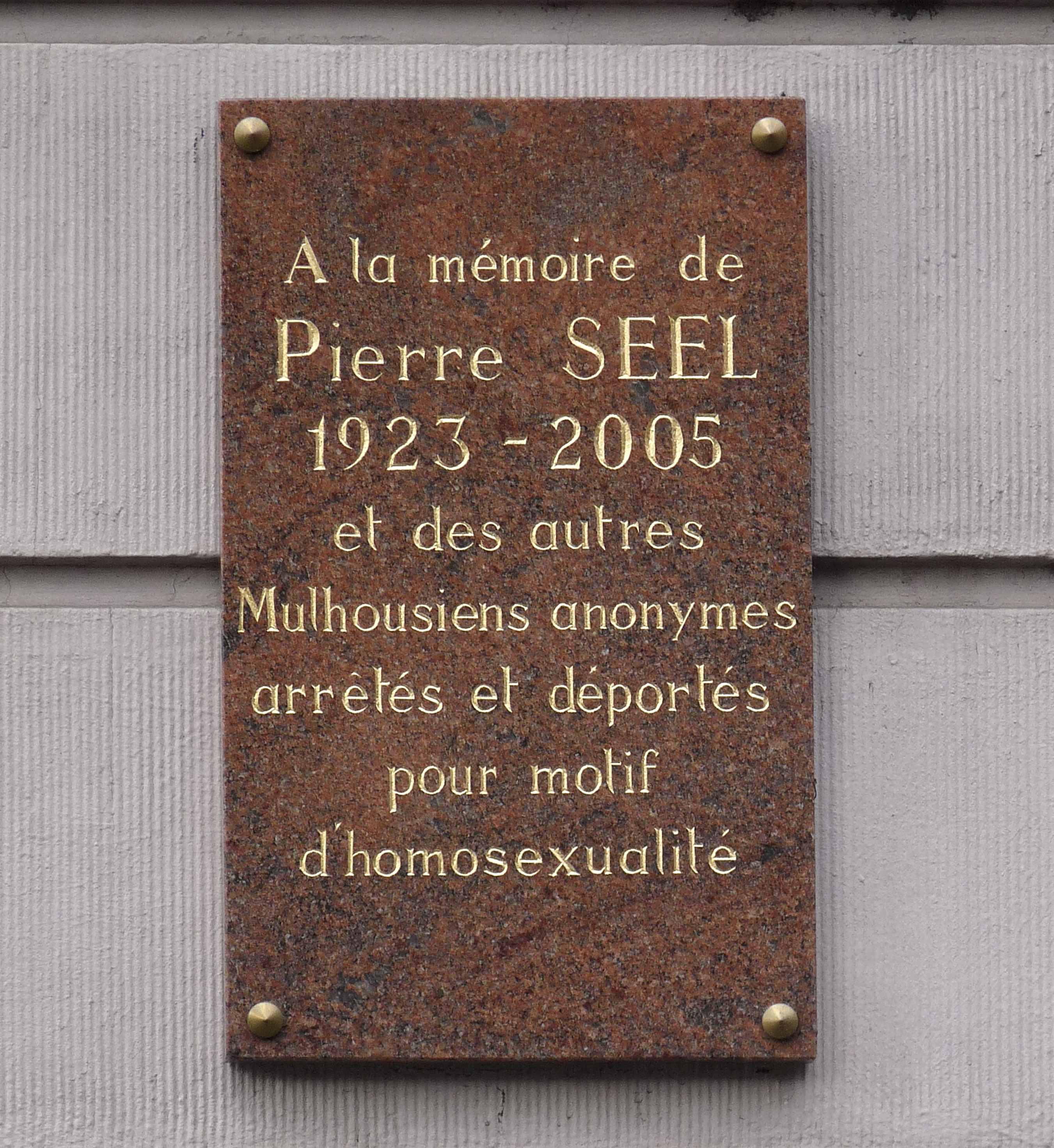
Piastra memoriale nel Teatro Municipale di Mulhouse

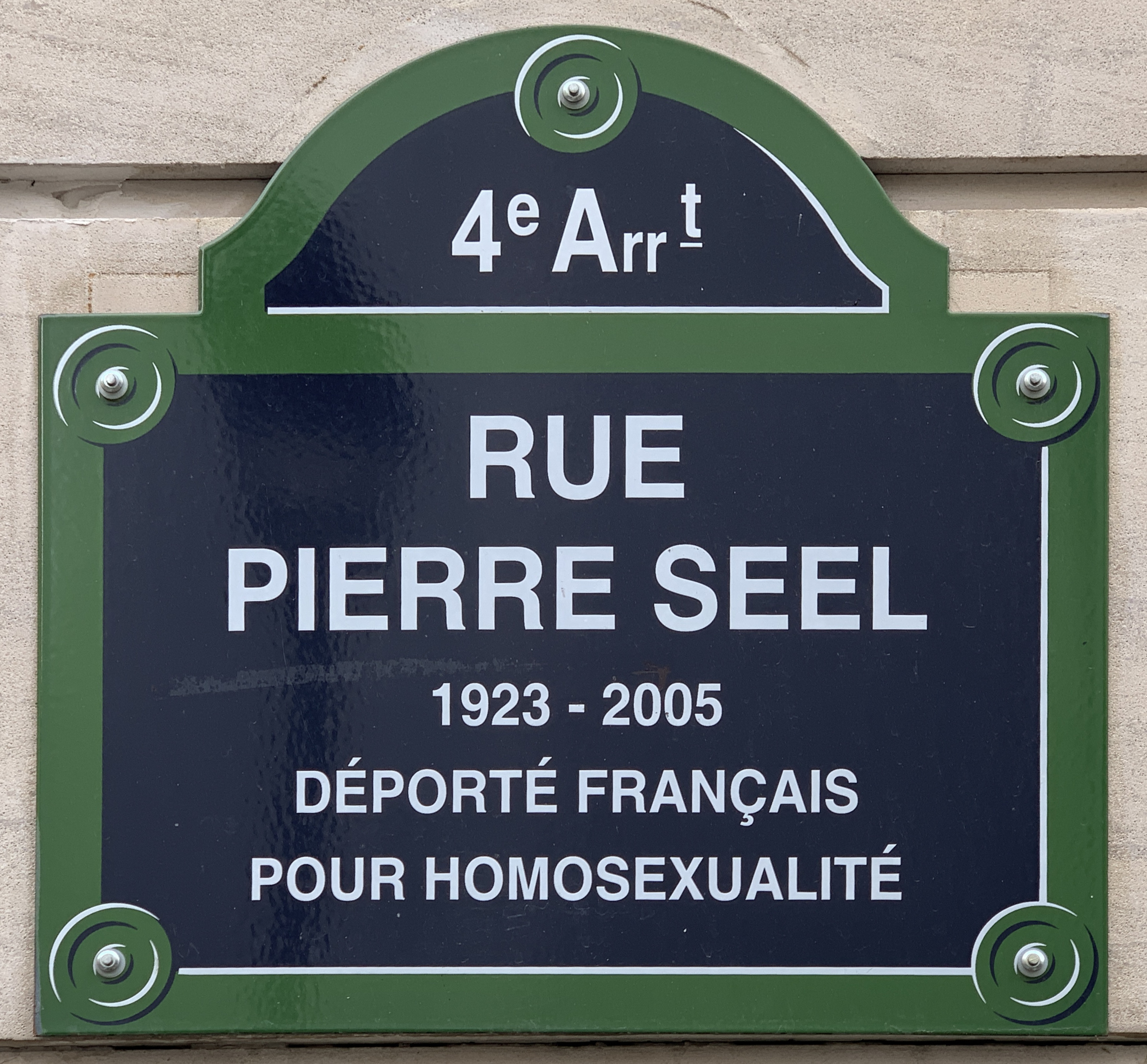
Via Pierre Seel in Parigi

Dopo quasi trent'anni di silenzio, nel 1982, indignato dagli attacchi omofobi del vescovo di Strasburgo, decise infine di parlare e di rivelare perché fosse stato arrestato e incarcerato. Nonostante l'ostilità della famiglia (dopo la pubblicazione della biografia, non ha più potuto vedere i suoi nipoti), contribuì a fare luce su un dramma dimenticato, un tabù nascosto persino dalle democrazie europee del dopoguerra. E raccontò anche i momenti più drammatici della sua prigionia, come l'esecuzione del ragazzo che amava.
Cominciò da lì una battaglia lunga decenni per ottenere il riconoscimento di deportato omosessuale dallo stato francese. Come vittima dell'Olocausto era stato risarcito dall'Organizzazione internazionale per l'immigrazione, ma - ripeteva - finché non fosse stato riconosciuto come "vittima omosessuale" si sarebbe sentito sempre un "senza-permesso di soggiorno" (sans-papier).
La testimonianza di Seel è stata particolarmente preziosa in Francia, dove le associazioni di ex-deportati e di partigiani hanno rifiutato a lungo di ammettere gli esponenti del movimento di liberazione omosessuale alle cerimonie in memoria delle vittime del nazismo. Ci furono perfino episodi di distruzione delle corone di fiori portate dagli omosessuali in tali occasioni. Seel, con la sua testimonianza, stimolata in parte proprio da tali episodi d'intolleranza, contribuì notevolmente al processo che ha portato all'attuale dialogo fra movimento gay e associazioni di ex deportati e partigiani.
A partire dal 2001 anche le autorità hanno cominciato a invitarlo per celebrare la Giornata della Memoria e alla fine anche il presidente francese Chirac ammise l'esistenza della deportazione omosessuale, affermando in occasione della "Giornata nazionale del ricordo delle vittime e degli eroi della deportazione":

Pierre Seel è sepolto nel cimitero di Bram, nel dipartimento dell'Aude. La sua storia è raccontata nell'autobiografia Io, Pierre Seel. Deportato omosessuale, tradotta anche in tedesco e in inglese (con il significativo titolo La Liberazione era per gli altri). La sua testimonianza appare inoltre nel film Paragraph 175, prodotto da Jeffrey Friedman e Rob Epstein, e che si avvale della voce narrante di Rupert Everett..

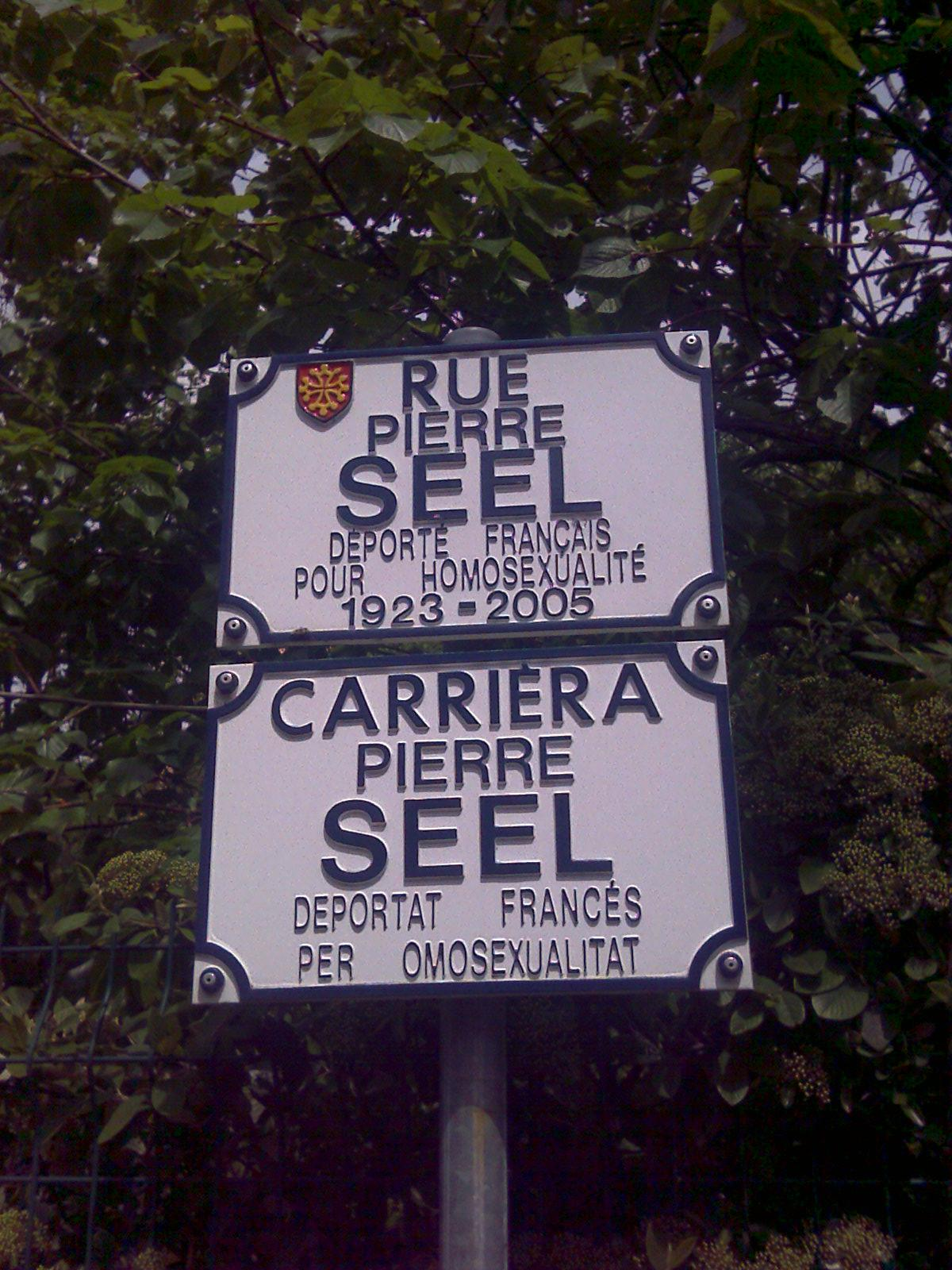
Piastre della via Pierre Seel, a Toulouse

## Influenza culturale

### Cinema
- Un amour à taire, regia di Christian Faure (2005) ispirato al libro di Pierre Seel.
- Il rosa nudo, regia di Giovanni Coda (2013) docufilm sulla biografia di Pierre Seel.

### Pittura
Nel 2015 l'artista Antonello Morsillo, nella mostra Shoah i risvolti del pregiudizio, ha, tra gli altri, omaggiato con la tela L'amore anonimo la figura di Jo il compagno di Pierre Seel ucciso nei lager.